# Okres Broye-Vully
Okres Broye-Vully (francouzsky District de la Broye-Vully) je jedním z okresů kantonu Vaud ve Švýcarsku. Jeho sídlem je Payerne.

## Poloha
Okres se rozkládá v severovýchodní části kantonu. Na západě sousedí s okresy Jura-Nord vaudois a Gros-de-Vaud, na severu, východě a jihovýchodě s kantonem Fribourg, na samém severovýchodě s kantonem Bern a na jihu s okresem Lavaux-Oron.
Prostřednictvím Neuchâtelského jezera sousedí také s kantonem Neuchâtel.